# Lampropeltis calligaster
Espèce
Synonymes
- Coluber calligaster Harlan, 1827
- Coluber rhombomaculatus  Holbrook, 1840
- Ophibolus evansii Kennicott, 1859

Statut de conservation UICN

 LC  : Préoccupation mineure
Lampropeltis calligaster est une espèce de serpent de la famille des Colubridae.

## Répartition
Cette espèce est endémique des États-Unis.

## Description
Dans sa description Harlan indique que le plus grand spécimen en sa possession mesure environ 130 cm. Son dos est brunâtre et présente des taches noires formant trois rayures longitudinales, celle du centre étant large et les deux sur les côtés étant plus fines. Sa face ventrale est jaune orangé. Sa queue est cornée à son extrémité.

## Liste des sous-espèces
Selon The Reptile Database (17 février 2014) :
- Lampropeltis calligaster calligaster (Harlan, 1827) ;
- Lampropeltis calligaster occipitolineata Price, 1987 - Floride ;
- Lampropeltis calligaster rhombomaculata (Holbrook, 1840) - Floride.

## Publications originales
- Harlan, 1827 : Genera of North American Reptilia, and synopsis of the species. Journal of the Academy of Natural Sciences of Philadelphia, vol. 5, p. 317-372 (texte intégral).
- Holbrook, 1840 : Descriptions of new genera and species of North American Frogs. North American herpetology, or, A description of the reptiles inhabiting the United States, vol. 4, p. 1–126 (texte intégral).
- Price, 1987 : Disjunct occurrence of mole snakes in Peninsular Florida, and the description of a new subspecies of Lampropeltis calligaster. Bulletin of the Chicago Herpetological Society, vol. 22, no 9, p. 148.